# Crossrail
Crossrail — залізнична лінія у Лондоні, Велика Британія, завдовжки 118 км, на кінець 2017 року в стадії будівництва. Перетинає Лондон та домашні графства Беркшир, Бакінгемшир та Ессекс. Має виделковий рух від Центрального ядра: на заході до Редінг або станцій аеропорту Хітроу, а на сході до Аббі-вуд або Шенфілд.
У травні 2015 року ділянку однієї із східних гілок, між Ліверпуль-стріт та Шенфілд в Ессексі було передано TfL Rail; також цю послугу надавала Хітроу-Коннект травень 2018 — літо 2019 та лінію Паддінгтон — Редінг у грудні 2019 року.
Бренд TfL Rail був припинений, коли в травні 2022 року відкрито основну дистанцію — Elizabeth line. 
«Elizabeth line» є під орудою MTR Corporation (Crossrail) Ltd як концесія London Rail Transport for London  (TfL), подібно до London Overground. 
Проєкт було затверджено в 2007 році, будівництво та підключення до існуючих ліній, які стануть частиною маршруту розпочато в 2009 році у центральному секторі Це найбільший в Європі проєкт будівництва інфраструктури. Його головна особливість — це 21 км нових подвійних тунелів під центром Лондона.

## Маршрут

Crossrail має називатись лінія Елізабет з грудня 2018.

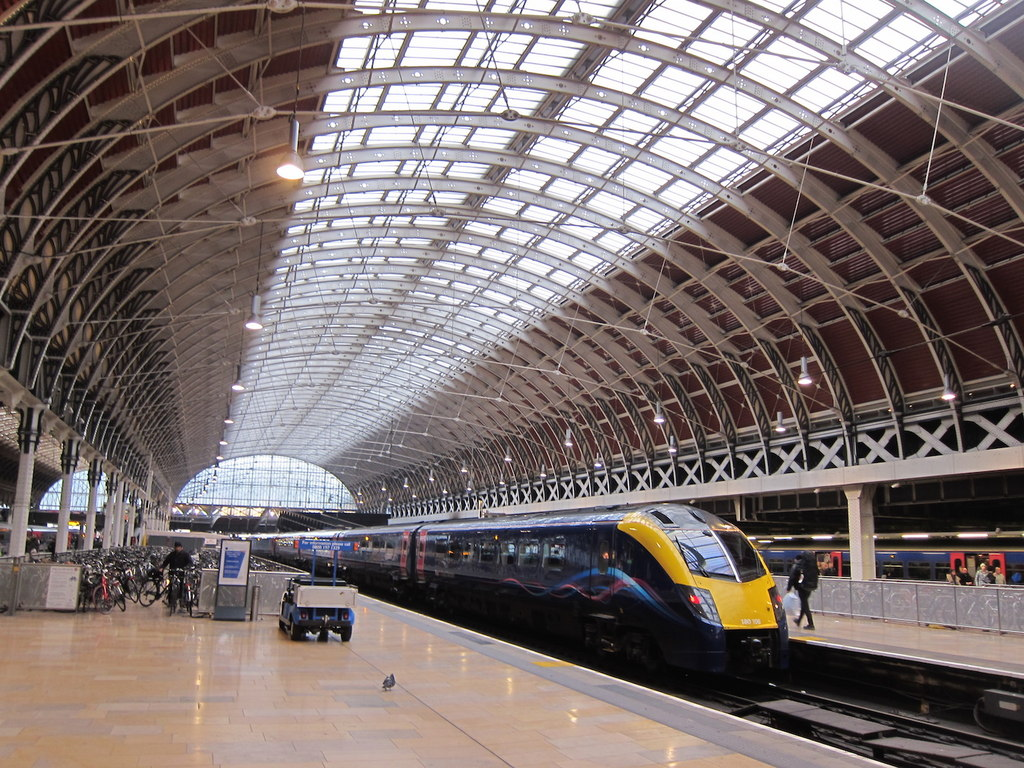
Паддінгтон — провідна пересадна станція з Crossrail на лінії Лондонського метро та Great Western Main Line

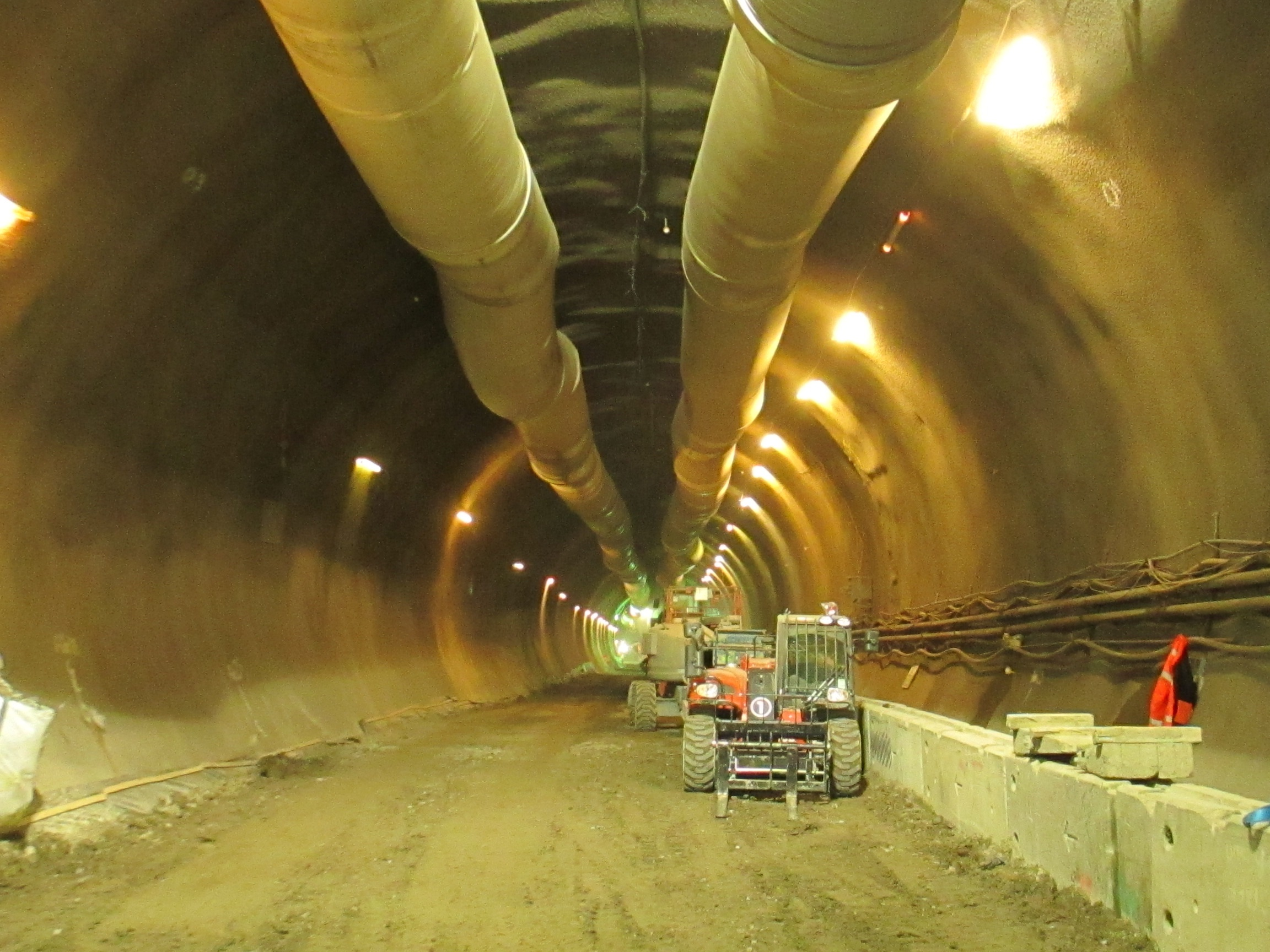
Тунелі Crossrail під час спорудження

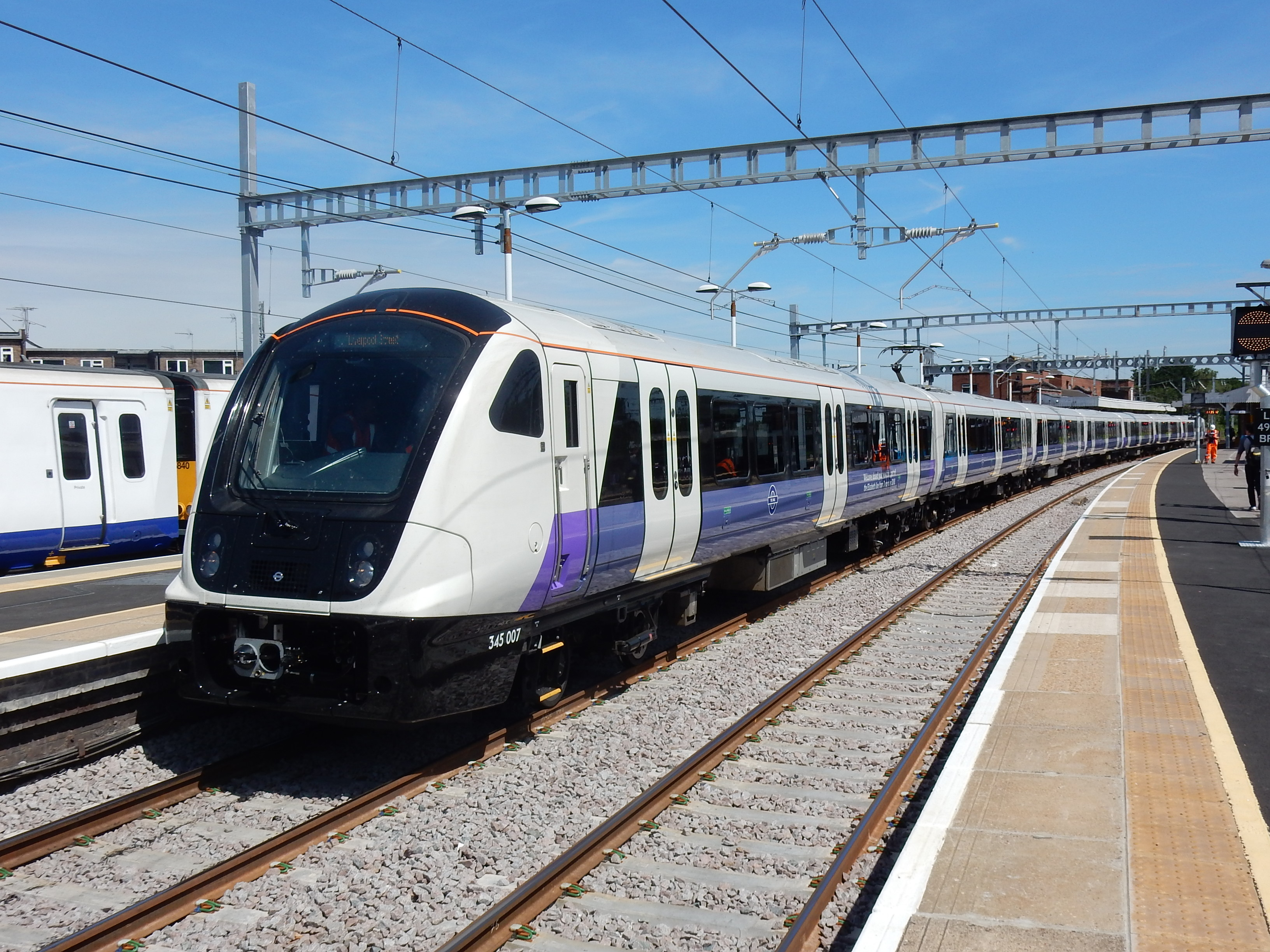
Потяги Class 345 на лінії Елізабет

Центральна секція Crossrail прямує новими подвійними тунелями напрямку схід-захід під центром Лондона, має розгалуження на дві лінії на обох кінцях. Тунельні секції мають довжину приблизно 22 км.
На сході лінія має розгалуження біля Вайтчепел, з однією лінією, що прямує над існуючою Great Eastern Main Line через Стратфорд до Шенфілда, а інша лінія, що прямує через Канері-Ворф, і виходить з тунелю на Кустом-Хаус далі лінією North London Line, під Темзою до Аббі-вуд.
На заході Crossrail має з'єднання з Great Western Main Line у Паддінгтоні та прямує до Гайес-енд-Гарлінгтон, де має розгалуження. Одна лінія прямує до Хітроу-Центральне (для терміналів 2 і 3), Хітроу-Термінал 4 та Хітроу-Термінал 5, а інша прямує існуючим головним ходом до Редінга

## Інфраструктура

### Тунелі
Існує п'ять тунельних секцій, кожна із внутрішнім діаметром 6,2 м (у порівнянні з 3,81 м для лінії глибокого закладення Вікторії), загальна довжина — 21 км: 6,4 км тунель від Ройял-Оук до Фаррингдона; 8.3 км тунель від Ліммо-Пенінсіла в Каннінг-таун до Фаррингдона; 2,7 км тунель від Пудінг-Мейл-Лейн біля Стратфорда до Степні-Грін; 2,6 км тунель від Пламстед до Норт-Вулвіча (тунельна секція Темзи); і 0,9 км тунель від Ліммо-Пенінсіла до порталу Вікторія-Док.
Кожна має склад з двох тунелів, пройдених одночасно, двома тунелепрохідницькими машинами. Кошторисна вартість будівництва тунелів —1,5 млрд фунтів стерлінгів . Тунелі з широким діаметром дозволяють використовувати новий рухомий склад класу 345, який більше, ніж традиційні метропотяги.

### Станції
Побудовано 10 нових станцій. Початково потяги мають довжину 200 метрів, платформи на нових станціях в центральному ядрі побудовані для прийому 240-метрових потягів у разі можливого подальшого подовження. На існуючих станціях платформи також подовжено
Проте на сході лінії, станції Меріленд та Манор-парк не мають подовження платформи, через технічні причини, тому потяги відкривають двері лише ті що мають вихід на платформу.

### Рухомий склад
Crossrail має 65 нових потягів класу 345. Кожен потяг має 200 метрів завдовжки та пасажиромісткість до 1500 осіб.. Потяги мають розвивати швидкість до 140 км/год на певних ділянках маршруту